# 447

## Събития
- Хуните нахлуват на Балканския полуостров